# Kouan-Houle
Kouhan-Houle este o comună din regiunea Dix-Huit Montagnes, Coasta de Fildeș.